# 松原町 (秦野市)
松原町（まつばらちょう）は、神奈川県秦野市に存在する町丁である。丁番を持たない単独町名であり、住居表示実施済み区域。

## 地理
松原町は、秦野市にある秦野盆地の西側、小田急小田原線渋沢駅の北側にある。同市の西地区に存在する町丁である。周辺は南で柳町、西で春日町、東で堀西とそれぞれの同じ西地区の町丁や大字と接する
。

## 世帯数と人口
2023年（令和5年）4月1日現在（秦野市発表）の世帯数と人口は以下の通りである。
| 町丁   | 世帯数  | 人口  |
| ------ | ------- | ----- |
| 松原町 | 414世帯 | 849人 |

### 人口の変遷
国勢調査による人口の推移。
| 年                 | 人口 |
| ------------------ | ---- |
| 1995年（平成7年）  | 953  |
| 2000年（平成12年） | 974  |
| 2005年（平成17年） | 899  |
| 2010年（平成22年） | 914  |
| 2015年（平成27年） | 880  |
| 2020年（令和2年）  | 820  |

### 世帯数の変遷
国勢調査による世帯数の推移。
| 年                 | 世帯数 |
| ------------------ | ------ |
| 1995年（平成7年）  | 329    |
| 2000年（平成12年） | 356    |
| 2005年（平成17年） | 345    |
| 2010年（平成22年） | 376    |
| 2015年（平成27年） | 364    |
| 2020年（令和2年）  | 371    |

## 学区
市立小・中学校に通う場合、学区は以下の通りとなる（2015年11月時点）。
| 番地 | 小学校             | 中学校           |
| ---- | ------------------ | ---------------- |
| 全域 | 秦野市立堀川小学校 | 秦野市立西中学校 |

## 事業所
2021年（令和3年）現在の経済センサス調査による事業所数と従業員数は以下の通りである。
| 町丁   | 事業所数 | 従業員数 |
| ------ | -------- | -------- |
| 松原町 | 43事業所 | 306人    |

### 事業者数の変遷
経済センサスによる事業所数の推移。
| 年                 | 事業者数 |
| ------------------ | -------- |
| 2016年（平成28年） | 49       |
| 2021年（令和3年）  | 43       |

### 従業員数の変遷
経済センサスによる従業員数の推移。
| 年                 | 従業員数 |
| ------------------ | -------- |
| 2016年（平成28年） | 376      |
| 2021年（令和3年）  | 306      |

## 交通
- 道路
  - 国道246号が当町の南側を、南隣の柳町との境沿いに通っている。
  - 神奈川県道706号丹沢公園松原町線が当町内で南北に貫き、国道246号との交点（渋沢駅入口交差点）で終点である。
- 路線バス
  - 神奈川中央交通（神奈中バス）が渋沢駅（北口）から、国道246号や県道706号に沿いながら当町にも通過している。
- 鉄道
  - 小田急小田原線の渋沢駅（所在地は曲松）まで、当町から（柳町経由）でも近い距離にある。

## 周辺の施設
- さがみ信用金庫渋沢支店

その他、当町内の国道246号沿いや県道706号沿いなどに様々な商業施設が建っている。

## その他

### 日本郵便
- 郵便番号 : 259-1313[3]（集配局 : 秦野郵便局[16]）。